# Turbottoplectron unicolor
Turbottoplectron unicolor är en insektsart som beskrevs av John Tenison Salmon 1948. Turbottoplectron unicolor ingår i släktet Turbottoplectron och familjen grottvårtbitare. Inga underarter finns listade i Catalogue of Life.